# أليكس باولو مينيزيس سانتانا
أليكس باولو مينيزيس سانتانا (بالبرتغالية: Alex Paulo Menezes Santana‏) (13 مايو 1995 في البرازيل - ) هو لاعب كرة قدم برازيلي في مركز الوسط. لعب مع نادي إنترناسيونال.

## وصلات خارجية
- أليكس باولو مينيزيس سانتانا على موقع قاعدة بيانات كرة القدم.إي يو (الإنجليزية)
- أليكس باولو مينيزيس سانتانا على موقع Soccerway.com (الإنجليزية)